# Svärttjärnen (Arvidsjaurs socken, Lappland)
Svärttjärnen är en sjö i Arvidsjaurs kommun i Lappland och ingår i Byskeälvens huvudavrinningsområde.